# Моніка Кратохвілова
Моніка Кратохвілова (чеськ. Monika Kratochvílová; нар. 27 лютого 1974) — колишня чеська тенісистка.
Найвищу одиночну позицію світового рейтингу — 372 місце досягла 16 травня 1994, парну — 159 місце — 2 грудня 1991 року.
Здобула 1 одиночний та 17 парних титулів.

## Фінали ITF

### Одиночний розряд (1–2)
| Результат | Ранг | Дата           | Місце                      | Покриття  | Суперниця        | Рахунок  |
| --------- | ---- | -------------- | -------------------------- | --------- | ---------------- | -------- |
| Перемога  | 1.   | 29 жовтня 1990 | Вельс, Австрія             | Ґрунт (i) | Катаріна Бюхе    | 7–5, 6–3 |
| Поразка   | 1.   | 2 серпня 1993  | Докси (Чеська Липа), Чехія | Ґрунт     | Бланка Кумбарова | 0–6, 5–7 |
| Поразка   | 2.   | 23 серпня 1993 | Горб-ам-Неккар, Німеччина  | Ґрунт     | Іветте Бастінг   | 1–6, 6–7 |

### Парний розряд (17–9)
| Результат | Ранг | Дата            | Місце                      | Покриття  | Партнерка           | Суперниці                             | Рахунок                 |
| --------- | ---- | --------------- | -------------------------- | --------- | ------------------- | ------------------------------------- | ----------------------- |
| Перемога  | 1.   | 29 жовтня 1990  | Вельс, Австрія             | Ґрунт (i) | Регіна Хладкова     | Бірґіт Армінґ Доріс Бауер             | 6–4, 6–4                |
| Поразка   | 1.   | 11 лютого 1991  | Лісабон, Португалія        | Ґрунт     | Клара Благова       | Мерете Баллінґ-Стокман Софі Альбінус  | 4–6, 4–6                |
| Перемога  | 2.   | 18 лютого 1991  | Лісабон, Португалія        | Ґрунт     | Клара Благова       | Сусанна Аттілі Антонелла Канапі       | 7–6(7–2), 6–7(5–7), 7–5 |
| Поразка   | 2.   | 25 лютого 1991  | Лісабон, Португалія        | Ґрунт     | Крістель Фоше       | Дарія Дешкович Карин Лушниць          | 4–6, 0–6                |
| Перемога  | 3.   | 1 квітня 1991   | Барі, Італія               | Ґрунт     | Светлана Кривенчева | Дженніфер Ф'юкс Флора Перфетті        | 5–7, 6–2, 7–5           |
| Перемога  | 4.   | 13 травня 1991  | Капуя, Італія              | Ґрунт     | Жанетта Гусарова    | Марія дель Кармен Гарсія Ева Хіменес  | 6–1, 6–1                |
| Перемога  | 5.   | 10 червня 1991  | Рим, Італія                | Ґрунт     | Жанетта Гусарова    | Габріелла Боск'єро Федеріка Рікадонна | 6–4, 6–2                |
| Поразка   | 3.   | 26 серпня 1991  | Ронкіс, Італія             | Ґрунт     | Мая Палавершич      | Марція Гроссі Барбара Романо          | 4–6, 5–7                |
| Поразка   | 4.   | 27 квітня 1992  | Риччоне, Італія            | Ґрунт     | Мая Палавершич      | Габріелла Боск'єро Петра Рацлавська   | 6–3, 3–6, 1–6           |
| Поразка   | 5.   | 8 лютого 1993   | Фару, Португалія           | Ґрунт     | Дарія Дешкович      | Лінда Німантсвердрієт Мая Мурич       | 3–6, 3–6                |
| Перемога  | 6.   | 2 серпня 1993   | Старі Сплави, Чехія        | Ґрунт     | Петра Рацлавська    | Їндра Ґабрішова Домініка Горецька     | 4–6, 6–2, 7–5           |
| Перемога  | 7.   | 9 серпня 1993   | Падерборн, Німеччина       | Ґрунт     | Ольга Гостакова     | Дженні Енн Фетч Енджі Марік           | 6–2, 6–1                |
| Перемога  | 8.   | 16 серпня 1993  | Бергіш-Гладбах, Німеччина  | Ґрунт     | Патрісія Маркова    | Габріела Хмелінова Сімона Недоростова | 6–3, 6–2                |
| Перемога  | 9.   | 20 вересня 1993 | Рабаць, Хорватія           | Ґрунт     | Ольга Гостакова     | Петра Голубова Гелена Вілдова         | 6–4, 6–4                |
| Перемога  | 10.  | 25 квітня 1994  | Нойдерфль, Австрія         | Ґрунт     | Зденька Малкова     | Дезіре Лойпольд Зандра Райхель        | 6–0, 4–6, 6–1           |
| Перемога  | 11.  | 13 червня 1994  | Простейов, Чехія           | Ґрунт     | Мартіна Гаутова     | Ленка Ценкова Алена Вашкова           | 6–4, 6–2                |
| Поразка   | 6.   | 20 червня 1994  | Старі Сплави, Чехія        | Ґрунт     | Мартіна Гаутова     | Мартіне Воссенберґ Баркан Неллі       | 4–6, 3–6                |
| Перемога  | 12.  | 27 червня 1994  | Пругоніце, Чехія           | Ґрунт     | Мартіна Гаутова     | Ева Ербова Ева Крейчова               | 6–3, 4–6, 6–1           |
| Перемога  | 13.  | 8 серпня 1994   | Щецин, Польща              | Ґрунт     | Мартіна Гаутова     | Ева Ербова Луціє Штефлова             | 6–2, 0–6, 7–6(7–5)      |
| Поразка   | 7.   | 13 березня 1995 | Сарагоса, Іспанія          | Ґрунт     | Мартіна Неделькова  | Ева Бес Патрісія Азнар                | 4–6, 6–2, 2–6           |
| Перемога  | 14.  | 29 травня 1995  | Катовиці, Польща           | Ґрунт     | Гана Шромова        | Галина Димитрова Дессислава Топалова  | 6–3, 4–6, 6–3           |
| Поразка   | 8.   | 19 червня 1995  | Старі Сплави, Чехія        | Ґрунт     | Петра Рацлавська    | Міхаела Гасанова Мартіна Неделькова   | 3–6, 7–5, 5–7           |
| Перемога  | 15.  | 31 липня 1995   | Горб, Німеччина            | Ґрунт     | Івана Гаврлікова    | Павліна Нола Анна Лінкова             | 6–2, 7–5                |
| Перемога  | 16.  | 21 серпня 1995  | Мол (Бельгія), Бельгія     | Ґрунт     | Івана Гаврлікова    | Нірупама Санджив Ольга Гостакова      | 6–2, 6–3                |
| Перемога  | 17.  | 16 грудня 1995  | Вітковиці (Острава), Чехія | Килим (i) | Мартіна Неделькова  | Ольга Виметалкова Мілена Неквапілова  | 6–4, 3–6, 6–3           |
| Поразка   | 9.   | 4 серпня 1996   | Горб, Німеччина            | Ґрунт     | Ольга Благотова     | Яна Ондроухова Гана Шромова           | 2–6, 3–6                |